# Snowboard aux Jeux olympiques de 2006
Pour des articles plus généraux, voir Snowboard aux Jeux olympiques et Jeux olympiques d'hiver de 2006.
Navigation
Salt Lake City 2002 Vancouver 2010
Les épreuves de snowboard aux Jeux olympiques de 2006 se sont tenues entre le 12 février et le 23 février 2006.

## Podiums
| Épreuves                            | Or             | Argent             | Bronze               |
| Halfpipe H 12 février               | Shaun White    | Daniel Kass        | Markku Koski         |
| Halfpipe F 13 février               | Hannah Teter   | Gretchen Bleiler   | Kjersti Buaas        |
| Cross H 16 février                  | Seth Wescott   | Radoslav Zidek     | Paul-Henri de Le Rue |
| Cross F 17 février                  | Tanja Frieden  | Lindsey Jacobellis | Dominique Maltais    |
| Slalom géant parallèle H 22 février | Philipp Schoch | Simon Schoch       | Siegfried Grabner    |
| Slalom géant parallèle F 23 février | Daniela Meuli  | Amelie Kober       | Rosey Fletcher       |

## Résultats
Halfpipe H
| Place | Nation     | Athlète            | Note |
| ----- | ---------- | ------------------ | ---- |
| 1er   | États-Unis | Shaun White        | 46.8 |
| 2e    | États-Unis | Daniel Kass        | 44.0 |
| 3e    | Finlande   | Markku Koski       | 41.5 |
| 4e    | États-Unis | Mason Aguirre      | 40.3 |
| 5e    | Finlande   | Antti Autti        | 39.1 |
| 6e    | France     | Gary Zebrowski     | 38.6 |
| 7e    | Suisse     | Markus Keller      | 38.5 |
| 8e    | Allemagne  | Christophe Schmidt | 37.5 |

Halfpipe F
| Place | Nation     | Athlète             | Note |
| ----- | ---------- | ------------------- | ---- |
| 1er   | États-Unis | Hannah Teter        | 46.4 |
| 2e    | États-Unis | Gretchen Bleiler    | 43.4 |
| 3e    | Norvège    | Kjersti Buaas       | 42.0 |
| 4e    | États-Unis | Kelly Clark         | 41.1 |
| 5e    | Australie  | Torah Bright        | 41.0 |
| 6e    | États-Unis | Elena Hight         | 37.8 |
| 7e    | Suisse     | Manuela Laura Pesko | 35.9 |
| 8e    | France     | Doriane Vidal       | 35.7 |

Cross H
| Place | Nation     | Athlète              | Points de course |
| ----- | ---------- | -------------------- | ---------------- |
| 1er   | États-Unis | Seth Wescott         | 1000             |
| 2e    | Slovaquie  | Radoslav Zidek       | 800              |
| 3e    | France     | Paul-Henri de Le Rue | 600              |
| 4e    | Espagne    | Jordi Font           | 500              |
| 5e    | Canada     | Jasey Jay Anderson   | 450              |
| 6e    | États-Unis | Jason R. Smith       | 400              |
| 7e    | Australie  | Damon Hayler         | 360              |
| 8e    | Autriche   | Dieter Krassnig      | 320              |

Cross F
| Place | Nation     | Athlète            | Points de course |
| ----- | ---------- | ------------------ | ---------------- |
| 1er   | Suisse     | Tanja Frieden      | 1000             |
| 2e    | États-Unis | Lindsey Jacobellis | 800              |
| 3e    | Canada     | Dominique Maltais  | 600              |
| 4e    | Canada     | Maelle Ricker      | 500              |
| 5e    | Suisse     | Mellie Francon     | 450              |
| 6e    | Suède      | Maria Danielsson   | 400              |
| 7e    | Japon      | Yuka Fujimori      | 360              |
| 8e    | France     | Marie Laissus      | 320              |

Slalom géant parallèle H
| Place | Nation   | Athlète           |
| ----- | -------- | ----------------- |
| 1er   | Suisse   | Philipp Schoch    |
| 2e    | Suisse   | Simon Schoch      |
| 3e    | Autriche | Siegfried Grabner |
| 4e    | France   | Mathieu Bozzetto  |
| 5e    | Suisse   | Heinz Inniger     |
| 6e    | Slovénie | Dejan Kosir       |
| 7e    | Slovénie | Rok Flander       |
| 8e    | Suisse   | Gilles Jaquet     |

Slalom géant parallèle F
| Place | Nation     | Athlète               |
| ----- | ---------- | --------------------- |
| 1er   | Suisse     | Daniela Meuli         |
| 2e    | Allemagne  | Amelie Kober          |
| 3e    | États-Unis | Rosey Fletcher        |
| 4e    | Autriche   | Doris Günther         |
| 5e    | Russie     | Ekaterina Tudegesheva |
| 6e    | France     | Julie Pomagalski      |
| 7e    | Suisse     | Ursula Bruhin         |
| 8e    | Russie     | Svetlana Boldikova    |

## Tableau des médailles
| Rang | Nation     | Or | Argent | Bronze | Total |
| ---- | ---------- | -- | ------ | ------ | ----- |
| 1er  | États-Unis | 3  | 3      | 1      | 7     |
| 2e   | Suisse     | 3  | 1      | 0      | 4     |
| 3e   | Slovaquie  | 0  | 1      | 0      | 1     |
| -    | Allemagne  | 0  | 1      | 0      | 1     |
| 5e   | Finlande   | 0  | 0      | 1      | 1     |
| -    | Norvège    | 0  | 0      | 1      | 1     |
| -    | France     | 0  | 0      | 1      | 1     |
| -    | Canada     | 0  | 0      | 1      | 1     |
| -    | Autriche   | 0  | 0      | 1      | 1     |